# Hermann Staudinger
Hermann Staudinger (Worms, 23 marzo 1881 – Friburgo in Brisgovia, 8 settembre 1965) è stato un chimico tedesco, fondatore della chimica dei polimeri, ossia di quelle molecole giganti (macromolecole) che sono costituite dall'unione di parecchie unità di molecole relativamente semplici dette monomeri, in modo da presentare un certo modello ricorrente.

## Biografia
Staudinger fu il primo a riconoscere l'esistenza delle macromolecole, a determinare le loro strutture, a studiare le loro possibilità di sintesi, a scoprire che esse costituiscono la maggior parte delle sostanze biologiche.
Dal 1920, per trent'anni egli dedicò le sue ricerche ai polimeri che oggi sono alla base dell'industria delle materie plastiche e della gomma sintetica.
Per i suoi studi gli fu assegnato il premio Nobel per la chimica nel 1953.
Massone, fu maestro della loggia di Zurigo Modestia cum Libertate, appartenente alla Gran Loggia Svizzera Alpina.